# قضية براون ضد مجلس التعليم
قضية براون ضد مجلس التعليم (بالإنجليزية: Brown v. Board of Education)‏ في توبيكا، 347 الولايات المتحدة 483 في 17 مايو عام 1954 هي قضية تاريخية بارزة في الولايات المتحدة الأمريكية، حيث أعلنت فيها المحكمة العليا أن القوانين التي تنص على إنشاء مدارس عامة مُنفصلة للطلاب السود والبيض غير دستورية.
أنهت هذه القضية الفصل العنصري القانوني في المدارس العامة، ففي ديسمبر عام 1952، عُرض أمام المحكمة العليا بالولايات المتحدة خمس قضايا في قائمة الدعاوي المعروضة أمامها، تطعن في دُستورية الفصل العُنصري في المدارس العامة. وقد قامت المحكمة بدمج هذه القضايا الخمس تحت اسم واحد، وهو قضية أوليفر براون وآخرين ضد مجلس التعليم في توبيكا. فعندما تعاهد المواطنون على أن يكونوا مدعين في القضية، لم يتوقعوا مُطلقًا أن هذه القضية ستغير وجه التاريخ. وقد كان من بينهم مُعلمون ومُوظفون وعمال لحام ووزراء وطلاب يريدون ببساطة أن يحصلوا على مُعاملة مُساوية لغيرهم.

## الموقع
يقع الموقع التاريخي الوطني لقضية براون ضد مجلس التعليم في مدرسة مونرو الابتدائية سابقًا، وهي واحدة من أربع مدارس ابتدائية للأمريكيين من أصل أفريقي.